# 東映京都テレビ・プロダクション
株式会社東映京都テレビ・プロダクション（とうえいきょうとテレビ・プロダクション、英語: Toei Kyoto TV Production Co., Ltd.）は、かつて存在した
日本のテレビ映画製作会社である。略称は東映京都テレビプロ、京都テレビプロ。東映の100％子会社であった。

## 沿革
- 1964年2月1日 - 設立[1][2][3][4][5][6][7][8][9][10][11][12][13][14][15]
  - 同年7月24日 - 第1回作品『忍びの者』放映開始[16][17]
- 1966年5月4日 - 『銭形平次』放映開始[16]
- 1971年8月17日 - 初代社長・大川博死去、二代目社長に岡田茂が就任
- 1980年6月 - 三代目社長に高岩淡が就任[10][11]
- 1984年4月4日 - 長寿番組『銭形平次』放映終了（全888回）[16]
- 1988年11月24日 - 『名奉行 遠山の金さん』放映終了（第1シリーズ・全23回）[16]
- 1990年10月25日 - 解散・清算[14]

## 概要
1964年（昭和39年）2月1日、京都府京都市右京区太秦西蜂岡町9番地にある東映京都撮影所内に設立された。代表取締役社長に大川博、専務取締役に岡田茂、取締役製作所長に田口直也がそれぞれ就任し、組織的には、管理部に総務課、製作部に製作課、企画部に企画者の3部3課を配置した。スタート時の管理部長は田井貞彦、製作部長に渡部健作、企画部長に神戸吉三、製作部次長に長宏至、製作課長に片岡照七、総務課長に越当秀雄を配した。神戸吉三は「神戸由美」の筆名で数多くのプログラムピクチャーを手がけたプロデューサーであり、片岡照七（1925年 - ）は元東急フライヤーズ（現在の北海道日本ハムファイターズ）の外野手であり、1952年（昭和27年）に引退、京都撮影所で進行主任を務めていた人物である。片岡は間もなく製作部次長に昇進、1966年（昭和41年）以降、長らく製作部長を務めた。ほかに取締役として、坪井与（1909年 - 1992年）、松岡謙一郎（1914年 - 1994年）、宮本信太郎（1910年 - 1983年）がいた。同社設立の背景には、時代劇映画の不振、第二東映政策による人員の過剰に対する合理化の目的があったが、当時、京都撮影所長であった岡田茂が、他社が軽視していたテレビ映画に早期に着目し、同社を活用してその量産に取り組んだ功績を佐藤忠男は指摘する。同時代に発行された『映画年鑑 1965』でもすでに、「京撮改革の理想実現と表裏一体をなす」「テレビ敵視から共栄路線への転換」と評価されている。
同社の第1回作品は、同年7月24日に放映を開始した『忍びの者』であった。同作は村山知義の小説を原作として大映が製作し、1962年（昭和37年）12月1日に公開された市川雷蔵主演のヒット作『忍びの者』（監督山本薩夫）のリメイクである。雷蔵が演じた石川五右衛門を品川隆二、『続・忍びの者』（監督山本薩夫、1963年8月10日公開）で山村聰が演じた明智光秀を栗塚旭、同じく伊達三郎が演じた服部半蔵を東千代之介が演じ、注目された。同番組は翌1965年（昭和40年）7月30日までの全52回にわたって放映され、同作の各話で監督を務めたのは河野寿一（1921年 - 1984年）、小野登（1917年 - 没年不詳）、林伸憲（1931年 - ）、高見育男であった。河野は1964年3月1日公開『第三の忍者』が最後の劇場用映画であった。小野は第二東映で監督に昇進していたが、この二番系統ですでにテレビ映画を撮っていた。林と高見は従来は助監督であり、同作で監督昇進した。同年10月28日には『つむじ風三万両』（全13回）、同年11月24日には『六人の隠密』（全19回）の放映が始まっており、複数の番組枠、複数の製作ラインを擁した。1965年7月11日には栗塚旭が土方歳三を演じた『新選組血風録』、同年10月19日には近衛十四郎を主演とした「素浪人シリーズ」の第1作『素浪人 月影兵庫』が放映を開始した。
同社のキラータイトルといえるのは、1966年5月4日に放映を開始した『銭形平次』である。東映時代劇のスター大川橋蔵を主演にした豪華キャストであり、第1回『おぼろ月夜の女』の監督は戦前からのヴェテラン、佐々木康（1908年 - 1993年）であった。同作は、安定的な人気を勝ち取り、1984年（昭和59年）4月4日に第888回で終了するまで、18年間にわたる長寿番組となる。佐藤忠男の指摘によれば、同作のヒットは、東映のテレビ事業全体が日本のテレビ映画製作の約40パーセントにおよぶシェアを占める契機となったという。1967年（昭和42年）4月5日に放映を開始した『仮面の忍者 赤影』は、同年度の京都市民映画祭テレビ映画部門作品賞を受賞した。同社の「遠山の金さんシリーズ」の第1作にあたる中村梅之助の主演作『遠山の金さん捕物帳』も、1973年（昭和48年）度の同賞を受賞している。
1971年（昭和46年）8月17日、大川博が死去したため、同月、岡田茂が東映の代表取締役社長に就任するとともに、東映京都テレビブロダクションの代表取締役社長も兼任した。1976年（昭和51年）には東映京都制作所を解体して再組織し、新たに同年7月8日、『大岡越前』や『水戸黄門』等を手がける東映太秦映像が設立されている。『銭形平次』には及ばないものの、全258回放映するに至る息の長い番組となる『桃太郎侍』（主演高橋英樹）が放映を開始したのは、同年10月3日であった。1980年（昭和55年）6月には、岡田茂が会長に退き、東映京都テレビブロダクションの三代目社長に当時東映の常務取締役京都撮影所長であった高岩淡が就任した。1984年（昭和59年）6月には、同社の専務取締役製作所長であった田口直也、および製作部長であった奥野進二が退任し、東映太秦映像の常務取締役製作所長であった神先頌尚（1931年 - ）が専務取締役製作所長と製作部長を兼任した。
同社が最後に手がけた作品は、1988年（昭和63年）4月21日に放映を開始した『名奉行 遠山の金さん』（主演松方弘樹、第1シリーズ・全23回）であった。同作は同年11月24日に放映された第23話『これにて一件落着』を最終回として第1シリーズを終えたのち、1989年（平成元年）5月25日に第2シリーズの放映を開始するが、同作の製作は、東映京都撮影所が引き継いだ。畑利明が代表清算人に就任し、1990年（平成2年）10月25日、清算が完了、同社は解散した。

## 企業データ

### 解散前
- 社名 : 株式会社東映京都テレビ・プロダクション
- 所在地 : 京都府京都市右京区太秦西蜂ヶ岡町9番地
- 代表取締役社長 : 高岩淡
  - 専務取締役製作所長 : 神先頌尚
  - 取締役 : 岡田茂、渡辺亮徳、泊懋、高木幹雄、石田人士、畑利明、杉本直幸、久保田正巳
  - 監査役 : 浜田静亮、林栄二郎
    - 整理部長 : 北村良一
- 事業内容 : テレビ映画・番組の製作、タレントの提供
- 資本金 : 50万円
- 設立 : 1964年2月1日
- 消滅 : 1990年10月25日（解散・清算）

### 略歴
- 歴代社長 : 
  1. 大川博 （1964年 - 1971年）
  2. 岡田茂 （1971年 - 1980年）
  3. 高岩淡 （1980年 - 1990年）
- 歴代取締役製作所長 : 
  1. 田口直也 （1964年 - 1984年）
  2. 神先頌尚 （1984年 - 1990年）

## フィルモグラフィ

### 1960年代
- 『忍びの者』 : 1964年7月24日 - 1965年7月30日放映（全52回） - 第1回作品
- 『つむじ風三万両』 : 1964年10月28日 - 1965年1月20日放映（全13回）
- 『六人の隠密』 : 1964年11月24日 - 1965年4月13日放映（全19回）
- 『柳生武芸帳』 : 1965年1月10日 - 同年7月4日放映（全26回）
- 『佐々木小次郎』 : 1965年5月16日 - 同年11月11日放映（全26回）
- 『新選組血風録』 : 1965年7月11日 - 1966年1月2日放映（全26回）
- 『素浪人 月影兵庫』 : 1965年10月19日 - 1966年4月12日放映（第1シリーズ・全26話）
- 『われら九人の戦鬼』 : 1966年1月7日 - 同年7月5日放映（全26回）
- 『忍者ハットリくん』 : 1966年4月7日 - 同年9月28日放映（全26回）
- 『銭形平次』 : 1966年5月4日 - 1984年4月4日放映（全888回）
- 『素浪人 月影兵庫』 : 1967年1月7日 - 1968年12月28日放映（第2シリーズ・全104話）
- 『俺は用心棒』 : 1967年4月3日 - 同年9月25日放映（全26回）
- 『仮面の忍者 赤影』 : 1967年4月5日 - 1968年3月27日放映（全52回） - 1967年京都市民映画祭テレビ映画部門作品賞受賞作品[32]
- 『剣』 : 1967年9月17日 - 1968年2月26日放映（全46回） - C.A.Lと共同
- 『野次馬がいく』 : 1967年10月5日 - 1968年3月28日放映（全26回）
- 『待っていた用心棒』 : 1968年1月29日 - 同年7月22日放映（全26回）
- 『次郎長三国志』 : 1968年4月7日 - 同年9月29日放映（全26回）
- 『帰って来た用心棒』 : 1968年7月29日 - 1969年3月31日放映（全36回）
- 『旅がらすくれないお仙』 : 1968年10月6日 - 1969年9月28日放映（全52回）
- 『素浪人花山大吉』 : 1969年1月4日 - 1970年12月26日放映（全104回）
- 『妖術武芸帳』 : 1969年3月16日 - 同年6月8日放映（全13回）
- 『花のお江戸のすごい奴』 : 1969年4月13日 - 同年9月18日放映（全13回）
- 『緋剣流れ星お蘭』 : 1969年10月5日 - 1970年3月29日放映（全26回）
- 『天を斬る』 : 1969年10月6日 - 1970年3月30日放映（全26回）

### 1970年代
- 『燃えよ剣』 : 1970年4月1日 - 同年9月23日放映（全26回）
- 『遠山の金さん捕物帳』 : 1970年7月12日 - 1973年9月30日放映（全169回） - 1973年京都市民映画祭テレビ映画部門作品賞受賞作品[33]
- 『紅つばめお雪』 : 1970年10月2日 - 同年12月25日放映（全13回）
- 『世なおし奉行』 : 1972年4月6日 - 同年9月28日放映（全26回）
- 『素浪人 天下太平』 : 1973年4月5日 - 同年9月27日放映（全26回）
- 『いただき勘兵衛 旅を行く』 : 1973年10月4日 - 1974年3月28日放映（全24回）
- 『ぶらり信兵衛 道場破り』 : 1973年10月4日 - 1974年9月26日放映（全50回）
- 『ご存知遠山の金さん』 : 1973年10月7日 - 1974年9月22日放映（全51回）
- 『運命峠』 : 1974年10月2日 - 1975年2月26日放映（全21回）
- 『影同心』 : 1975年4月5日 - 1975年10月11日放映（全28回）
- 『影同心II』 : 1975年10月18日 - 1975年3月27日放映（全24回）
- 『十手無用 九丁堀事件帖』 : 1975年10月5日 - 1976年3月28日放映（全26回）
- 『桃太郎侍』 : 1976年10月3日 - 1981年9月27日放映（全258回）
- 『宇宙からのメッセージ・銀河大戦』 : 1978年7月8日 - 1979年1月27日放映（全27回） - 製作協力（ノンクレジット）

### 1980年代
- 『御金蔵破り』 : 1981年6月12日放映（時代劇スペシャル）
- 『魔界・番町皿屋敷 血にまみれたお菊の怨霊が呼ぶ呪いの恐怖!』 : 1981年8月7日放映（時代劇スペシャル）
- 『地獄の左門十手無頼帖 与力妻殺人事件の背景と暗殺の謎』 : 1982年1月29日放映（時代劇スペシャル）
- 『新・御金蔵破り』 : 1982年3月19日放映（時代劇スペシャル）
- 『御金蔵破り 家康の首』 : 1983年1月14日放映（時代劇スペシャル）
- 『地獄の左門十手無頼帖 将軍暗殺!』 : 1983年1月21日放映（時代劇スペシャル）
- 『御金蔵破り 佐渡の金山を狙え』 : 1983年5月27日放映（時代劇スペシャル）
- 『地獄の左門十手無頼帖 女菩薩供養』 : 1983年7月8日放映（時代劇スペシャル）
- 『地獄の左門十手無頼帖 声を盗まれた娘』 : 1984年3月15日放映（時代劇スペシャル）
- 『名奉行遠山の金さん』 : 1988年4月21日 - 同年11月24日放映（第1シリーズ・全23回）